# Roynac
Roynac ist eine französische Gemeinde mit 480 Einwohnern (Stand: 1. Januar 2022) im Département Drôme in der Region Auvergne-Rhône-Alpes. Sie gehört zum Arrondissement Nyons und zum Kanton Dieulefit. Roynac ist Mitglied des Gemeindeverbandes Montélimar-Agglomération.

## Geographie
Roynac liegt etwa 17 Kilometer nordöstlich von Montélimar. Umgeben wird Roynac von den Nachbargemeinden La Roche-sur-Grane im Norden, La Répara-Auriples im Nordosten und Osten, Puy-Saint-Martin im Südosten, Cléon-d’Andran im Süden sowie Marsanne im Westen.

## Bevölkerungsentwicklung
| Jahr                       | 1962 | 1968 | 1975 | 1982 | 1990 | 1999 | 2006 | 2012 | 2019 |
| Einwohner                  | 370  | 356  | 338  | 311  | 357  | 415  | 426  | 483  | 485  |
| Quellen: Cassini und INSEE |      |      |      |      |      |      |      |      |      |

## Sehenswürdigkeiten

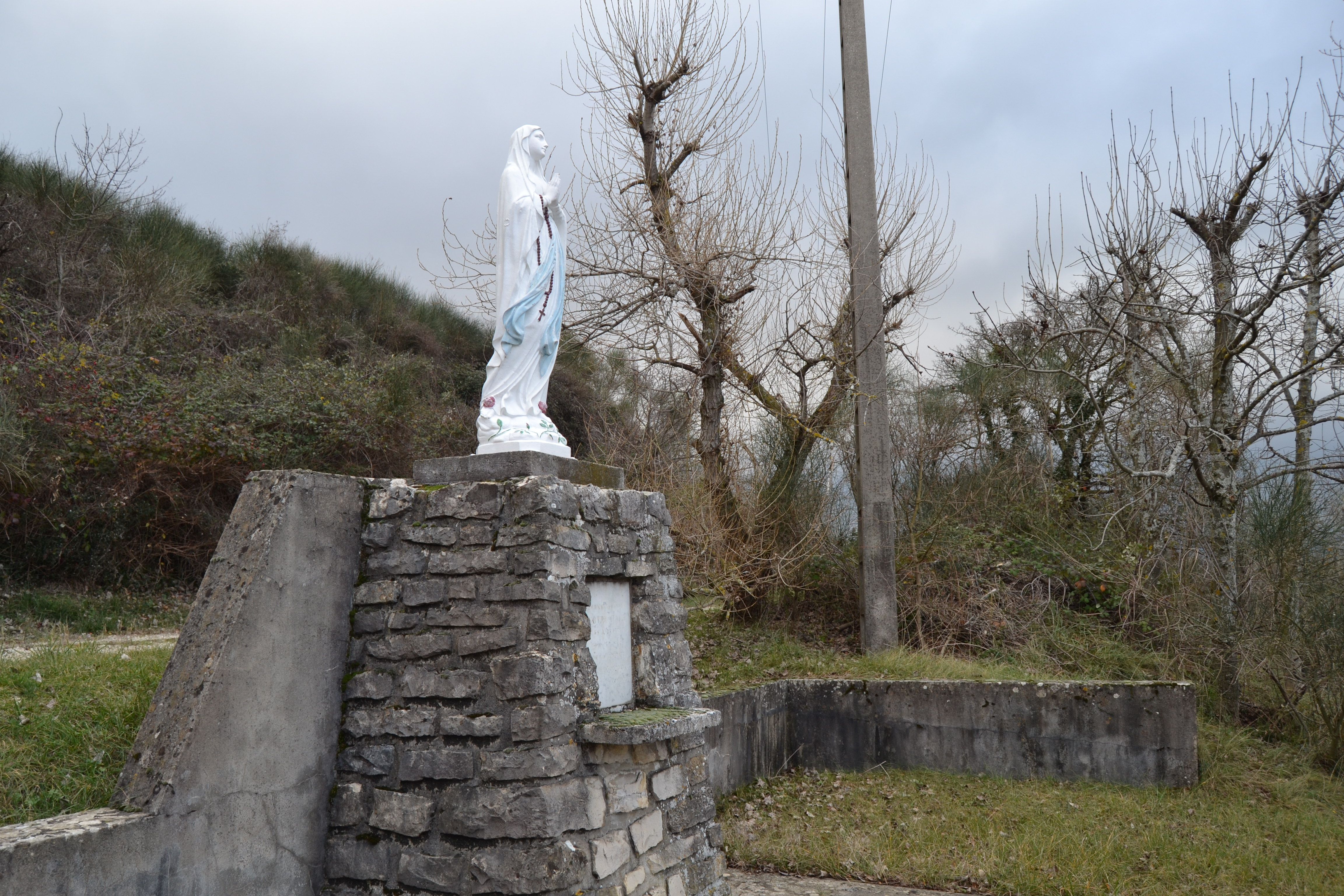
Marienstatue in Roynac

- romanische Kirche Saint-Lambert
- Alte Priorei